# Xanthostemon glaucus
Xanthostemon glaucus là một loài thực vật thuộc họ Myrtaceae. Đây là loài đặc hữu của New Caledonia.